# Bandera de Prullans
La bandera oficial de Prullans té la següent descripció:
Bandera apaïsada, de proporcions dos d'alt per tres de llarg, groga, amb 4 faixes ondades, d'1/2, 3 i 1/2 ones blaufosc, cadascuna de gruix 1/23 de l'alçària del drap, les dues primeres separades per un espai d'1/23 i posades a 6/23 de la vora superior, i les últimes, iguals, a 6/23 de la inferior; amb la creu vermella de l'escut d'alçària 3/23, situada a 1/23 de la vora superior i a 2/65 de la de l'asta; i amb els 3 còdols vermells de l'escut situats a 2/23 de la vora inferior i a 2/65 de la del vol.
Va ser aprovada el 8 de setembre de 2006 i publicada en el DOGC el 27 de setembre del mateix any amb el número 4727.

## Simbologia
La creu vermella ja estava recollida en l'antic escut de Prullans que utilitzaven els Barons i la tradició popular l'atribueix a un origen dels monjos templers que segons la llegenda, conten que hi tenien un monestir a la zona de sant Feliu on ara hi ha l'actual cementiri (no hi ha cap document que constati aquest fet i per tant, cal tractar-ho com una llegenda del poble).
Les 4 faixes ondades representen els 4 recs que reguen el terme municipal i que fan que Prullans sigui un poble ric en aigua i en prats de reg. també evoquen les 4 barres catalanes que formaven part de l'antic escut.
Els 3 còdols són en representació a sant Esteve, patró de Prullans, ja que sant Esteve va ser lapidat.